# Alto de Abantos
L'Alto de Abantos, ou puerto de Malagón, est un col de montagne d'Espagne à 1 536 m d'altitude dans la sierra de Guadarrama.

## Sports

### Arrivées duTour d'Espagne
- 2007 :  Samuel Sánchez
- 2003 :  Roberto Heras
- 2001 :  Gilberto Simoni
- 2000 :  Roberto Heras
- 1999 :  Roberto Laiseka